# Lilly Ford
Lilly Ford (Las Vegas, Nevada; 7 de junio de 1995) es una actriz pornográfica y modelo erótica estadounidense.

## Biografía
Natural de Las Vegas, entró en la industria pornográfica nada más cumplir 18 años, en 2016. Prontamente le llegaron sus primeras oportunidades como actriz, consiguiendo cástines para las principales productoras del sector. Además de actriz, también ha desarrollado una carrera como estríper y modelo erótica en California, bailando en clubes de Los Ángeles y San Bernardino.
Como actriz, ha rodado para productoras como Evil Angel, Bangbros, Girlfriends Films, Brazzers, Lethal Hardcore, Hard X, Reality Kings, Elegant Angel, Digital Sin, Blacked, Lesbian X o Vision Films, entre otras.
En 2017 grabó su primera escena de sexo interracial, como también Giselle Palmer, Hadley Viscara y Natalia Starr, en la película My First Interracial 9, dirigida por Greg Lansky para Blacked.
En 2018 recibió su primera nominación en los Premios AVN en la categoría de Mejor escena escandalosa de sexo, junto a Ryan Madison, por Music Box.
Ha rodado más de 240 películas como actriz.
Algunas películas suyas son Bad Lesbian 8, Corrupted Cuties 6, Dark Perversions 5, Interracial Threesomes, Lesbian Lessons 2, Mom Is Horny, Pure Sexual Attraction 5, Smashing Teen Pussy, Tight N' Ready o Wet Hot Summer.

## Premios y nominaciones
| Año  | Ceremonia         | Resultado | Premio                           | Trabajo   |
| ---- | ----------------- | --------- | -------------------------------- | --------- |
| 2018 | Premios AVN       | Nominada  | Mejor escena escandalosa de sexo | Music Box |
| 2018 | Spank Bank Awards | Nominada  | Cowgirl Connoisseur of the Year  | —         |
| 2018 | Spank Bank Awards | Nominada  | Most Luscious Labia              | —         |
| 2019 | Spank Bank Awards | Nominada  | Countess of Contortionism        | —         |
| 2019 | Spank Bank Awards | Nominada  | Fun Sized                        | —         |
| 2019 | Spank Bank Awards | Nominada  | IBTC Khaleesi                    | —         |
| 2019 | Spank Bank Awards | Nominada  | Most Adorable Sexual Deviant     | —         |
| 2019 | Spank Bank Awards | Nominada  | Most Luscious Labia              | —         |